# Basílio Pina de Oliveira Seguro
Basílio Pina de Oliveira Seguro ComC • OA • ComA • GOIH (Guarda — Cascais, Estoril, 18 de Novembro de 2008) foi um militar do Exército Português, onde atingiu o posto de coronel de Infantaria, administrador colonial e político ligado ao Estado Novo.

## Biografia
Entre outras funções, foi presidente da Câmara Municipal da Figueira da Foz (1958 a Agosto de 1961), governador do Distrito de Cabo Delgado, em Moçambique (1961 a 1969), governador civil do Distrito Autónomo de Ponta Delgada (6 de Agosto de 1970 a 18 de Fevereiro de 1974) e governador de Cabo Verde (Março a 25 de Abril de 1974).
Regressou a Portugal em 1969, onde passou à reserva. Integrou então os quadros da Administração Ultramarina, como inspector superior, sendo nomeado governador de Cabo Verde, cargo que exercia aquando do 25 de Abril de 1974, sendo em consequência exonerado por decreto da Junta de Salvação Nacional.
O seu nome é recordado na toponímia duma povoação da Província de Cabo Delgado, chamada Basílio Seguro.
A 8 de Julho de 1952 foi feito Oficial da Ordem Militar de Avis, a 14 de Fevereiro de 1970 foi feito Grande-Oficial da Ordem do Infante D. Henrique, a 30 de Abril de 1974 foi feito Comendador da Ordem Militar de Cristo e a 21 de Maio de 1985 foi elevado a Comendador da Ordem Militar de Avis.